# 塞什河
塞什河（法語：Seiche，法語發音：[sɛʃ]）是法国伊勒-维莱讷省与马耶讷省的河流，是维莱讷河的左支流，长97.3千米。